# Danh sách trường trung học phổ thông tại Phú Thọ
Dưới đây là danh sách các trường Trung học Phổ thông tại Phú Thọ, danh sách này bao gồm 36 trường công lập và 13 trường tư thục.

## Danh sách
| STT | Tên trường                                           | Năm thành lập | Địa chỉ                                                                   | Loại hình         | Logo | Website                                                                                         |
| --- | ---------------------------------------------------- | ------------- | ------------------------------------------------------------------------- | ----------------- | ---- | ----------------------------------------------------------------------------------------------- |
| 1   | Trường Trung học phổ thông chuyên Hùng Vương         | 1982          | Số 292 đường Nguyễn Tất Thành, phường Thọ Sơn, Việt Trì, Phú Thọ          | Công lập (Chuyên) |      | http://chuyenhungvuong.phutho.edu.vn/ Lưu trữ ngày 16 tháng 8 năm 2020 tại Wayback Machine      |
| 2   | Trường Trung học phổ thông Việt Trì                  | 1962          | phố Hà Liễu, phường Gia Cẩm, Việt Trì, Phú Thọ                            | Công lập          |      | http://thptviettri.phutho.edu.vn Lưu trữ ngày 9 tháng 11 năm 2022 tại Wayback Machine           |
| 3   | Trường Trung học phổ thông Công nghiệp Việt Trì      | 1973          | KĐT Đồng Mạ, phường Thanh Miếu, Việt Trì, Phú Thọ                         | Công lập          |      | http://thptcnviettri.phutho.edu.vn/ Lưu trữ ngày 16 tháng 3 năm 2022 tại Wayback Machine        |
| 4   | Trường Trung học phổ thông kỹ thuật Việt Trì         | 2003          | Khu 1B, phường Vân Phú, Việt Trì, Phú Thọ                                 | Công lập          |      | http://thptktviettri.phutho.edu.vn/ Lưu trữ ngày 25 tháng 3 năm 2022 tại Wayback Machine        |
| 5   | Trường Phổ thông Hermann Gmeiner Việt Trì            | 2000          | Châu Phong, phường Dữu Lâu, Việt Trì, Phú Thọ                             | Bán Tư thục       |      | https://viettri.hgs.edu.vn/                                                                     |
| 6   | Trường Trung học phổ thông Hùng Vương                | 1945          | đường Hùng Vương, phường Hùng Vương, thị xã Phú Thọ, Phú Thọ              | Công lập          |      | http://thpthungvuong.phutho.edu.vn Lưu trữ ngày 26 tháng 7 năm 2022 tại Wayback Machine         |
| 7   | Trưởng phổ thông dân tộc nội trú tỉnh Phú Thọ        | 1997          | Tỉnh lộ 315, xã Hà Lộc, thị xã Phú Thọ, Phú Thọ                           | Công lập          |      | http://ptdtnttinh.phutho.edu.vn/ Lưu trữ ngày 26 tháng 2 năm 2022 tại Wayback Machine           |
| 8   | Trường Trung học phổ thông Long Châu Sa              | 1960          | Tỉnh lộ 324, Khu Lâm Thao, thị trấn Lâm Thao, Lâm Thao, Phú Thọ           | Công lập          |      | http://thptlongchausa.phutho.edu.vn/ Lưu trữ ngày 28 tháng 9 năm 2021 tại Wayback Machine       |
| 9   | Trường Trung học phổ thông Phong Châu                | 1976          | Quốc lộ 32C, thị trấn Hùng Sơn, Lâm Thao, Phú Thọ                         | Công lập          |      |                                                                                                 |
| 10  | Trường Trung học phổ thông Phù Ninh                  | 1963          | xã Phú Lộc, Phù Ninh, Phú Thọ                                             | Công lập          |      |                                                                                                 |
| 11  | Trường Trung học phổ thông Trung Giáp                | 1999          | xã Trung Giáp , Phù Ninh, Phú Thọ                                         | Công lập          |      |                                                                                                 |
| 12  | Trường Trung học phổ thông Tử Đà                     | 1972          | xã Tử Đà, Phù Ninh, Phú Thọ                                               | Công lập          |      | http://thpttuda.phutho.edu.vn/ Lưu trữ ngày 22 tháng 6 năm 2021 tại Wayback Machine             |
| 13  | Trường Trung học phổ thông Tam Nông                  | 1983          | Khu 4, xã Hương Nộn, Tam Nông, Phú Thọ                                    | Công lập          |      | http://thpttamnong.phutho.edu.vn Lưu trữ ngày 27 tháng 11 năm 2020 tại Wayback Machine          |
| 14  | Trường Trung học phổ thông Mỹ Văn                    | 2000          | xã Lam Sơn, Tam Nông, Phú Thọ                                             | Công lập          |      | http://thptmyvan.phutho.edu.vn Lưu trữ ngày 14 tháng 3 năm 2022 tại Wayback Machine             |
| 15  | Trường Trung học phổ thông Hưng Hóa                  | 2012          | Khu Hưng Thịnh, thị trấn Hưng Hóa, Tam Nông, Phú Thọ                      | Công lập          |      | http://thpthunghoa.phutho.edu.vn Lưu trữ ngày 7 tháng 10 năm 2020 tại Wayback Machine           |
| 16  | Trường Trung học phổ thông Tân Sơn                   | 2021          | Khu 8, xã Tân Phú, Tân Sơn, Phú Thọ                                       | Công lập          |      | http://thpttanson.phutho.edu.vn%5B%5D                                                           |
| 17  | Trường Trung học phổ thông Minh Đài                  | 1977          | Cầu Minh Đài, xã Minh Đài, Tân Sơn, Phú Thọ                               | Công lập          |      | http://thptminhdai.phutho.edu.vn Lưu trữ ngày 17 tháng 1 năm 2022 tại Wayback Machine           |
| 18  | Trường Trung học phổ thông Thanh Ba                  | 1965          | thị trấn Thanh Ba, Thanh Ba, Phú Thọ                                      | Công lập          |      | http://thptthanhba.phutho.edu.vn Lưu trữ ngày 27 tháng 1 năm 2022 tại Wayback Machine           |
| 19  | Trường Trung học phổ thông Yển Khê                   | 1999          | xã Hanh Cù, Thanh Ba, Phú Thọ                                             | Công lập          |      | http://thptyenkhe.phutho.edu.vn Lưu trữ ngày 5 tháng 2 năm 2022 tại Wayback Machine             |
| 20  | Trường Trung học phổ thông Thanh Sơn                 | 1986          | Khu 19/5, thị trấn Thanh Sơn, Thanh Sơn, Phú Thọ                          | Công lập          |      | http://thptthanhson.phutho.edu.vn Lưu trữ ngày 28 tháng 6 năm 2022 tại Wayback Machine          |
| 21  | Trường Trung học phổ thông Hương Cần                 | 1979          | xã Hương Cần, Thanh Sơn, Phú Thọ                                          | Công lập          |      | http://thpthuongcan.phutho.edu.vn Lưu trữ ngày 7 tháng 3 năm 2022 tại Wayback Machine           |
| 22  | Trường Trung học phổ thông Văn Miếu                  | 2005          | xã Văn Miếu, Thanh Sơn, Phú Thọ                                           | Công lập          |      | http://thptvanmieu.phutho.edu.vn Lưu trữ ngày 7 tháng 10 năm 2020 tại Wayback Machine           |
| 23  | Trường Trung học phổ thông Thanh Thủy                | 1966          | thị trấn Thanh Thủy, Thanh Thủy, Phú Thọ                                  | Công lập          |      | http://thptthanhthuy.phutho.edu.vn Lưu trữ ngày 7 tháng 10 năm 2020 tại Wayback Machine         |
| 24  | Trường Trung học phổ thông Trung Nghĩa               | 1984          | xã Đồng Trung, Thanh Thủy, Phú Thọ                                        | Công lập          |      | http://thpttrungnghia.phutho.edu.vn Lưu trữ ngày 17 tháng 8 năm 2020 tại Wayback Machine        |
| 25  | Trường Trung học phổ thông Yên Lập                   | 1966          | Khu Chùa 12, thị trấn Yên Lập, Yên Lập, Phú Thọ                           | Công lập          |      | http://thptyenlap.phutho.edu.vn Lưu trữ ngày 7 tháng 10 năm 2020 tại Wayback Machine            |
| 26  | Trường Trung học phổ thông Lương Sơn                 | 1998          | xã Lương Sơn, Yên Lập, Phú Thọ                                            | Công lập          |      | http://thptluongson.phutho.edu.vn Lưu trữ ngày 6 tháng 4 năm 2022 tại Wayback Machine           |
| 27  | Trường Trung học phổ thông Minh Hòa                  | 2008          | xã Minh Hòa, Yên Lập, Phú Thọ                                             | Công lập          |      | http://thptminhhoa.phutho.edu.vn Lưu trữ ngày 11 tháng 5 năm 2021 tại Wayback Machine           |
| 28  | Trường phổ thông Dân tộc nội trú THCS & THPT Yên Lập | 1992          | thị trấn Yên Lập, Yên Lập, Phú Thọ                                        | Công lập          |      | http://ptdtntyenlap.phutho.edu.vn/ Lưu trữ ngày 12 tháng 10 năm 2020 tại Wayback Machine        |
| 29  | Trường Trung học phổ thông Cẩm Khê                   | 1996          | Khu 7, thị trấn Cẩm Khê, Cẩm Khê, Phú Thọ                                 | Công lập          |      | http://thptcamkhe.phutho.edu.vn/ Lưu trữ ngày 14 tháng 5 năm 2021 tại Wayback Machine           |
| 30  | Trường Trung học phổ thông Hiền Đa                   | 1984          | Khu Thạch Đê, xã Hùng Việt, Cẩm Khê, Phú Thọ                              | Công Lập          |      | http://thpthienda.phutho.edu.vn/ Lưu trữ ngày 24 tháng 6 năm 2020 tại Wayback Machine           |
| 31  | Trường Trung học phổ thông Phương Xá                 | 1986          | Khu Minh Tân, xã Minh Tân, Cẩm Khê, Phú Thọ                               | Công lập          |      | http://thptphuongxa.phutho.edu.vn/ Lưu trữ ngày 17 tháng 9 năm 2020 tại Wayback Machine         |
| 32  | Trường Trung học phổ thông Đoan Hùng                 | 1965          | Quốc lộ 2, thị trấn Đoan Hùng, Đoan Hùng, Phú Thọ                         | Công lập          |      | http://thptdoanhung.phutho.edu.vn/ Lưu trữ ngày 7 tháng 10 năm 2020 tại Wayback Machine         |
| 33  | Trường Trung học phổ thông Chân Mộng                 | 1983          | xã Chân Mộng, Đoan Hùng, Phú Thọ                                          | Công lập          |      | http://thptchanmong.phutho.edu.vn/ Lưu trữ ngày 7 tháng 10 năm 2020 tại Wayback Machine         |
| 34  | Trường Trung học phổ thông Quế Lâm                   | 1999          | Thôn Việt Hùng 4, xã Phú Lâm, Đoan Hùng, Phú Thọ                          | Công lập          |      | http://thptquelam.phutho.edu.vn/ Lưu trữ ngày 23 tháng 10 năm 2021 tại Wayback Machine          |
| 35  | Trường Trung học phổ thông Hạ Hòa                    | 1961          | Tỉnh lộ 311, thị trấn Hạ Hòa, Hạ Hòa, Phú Thọ                             | Công lập          |      | http://thpthahoa.phutho.edu.vn Lưu trữ ngày 25 tháng 3 năm 2022 tại Wayback Machine             |
| 36  | Trường Trung học phổ thông Vĩnh Chân                 | 1976          | xã Vĩnh Chân, Hạ Hòa, Phú Thọ                                             | Công lập          |      | http://thptvinhchan.phutho.edu.vn/ Lưu trữ ngày 7 tháng 10 năm 2020 tại Wayback Machine         |
| 37  | Trường Trung học phổ thông Xuân Áng                  | 1980          | xã Xuân Áng, Hạ Hòa, Phú Thọ                                              | Công lập          |      | http://thptxuanang.phutho.edu.vn/ Lưu trữ ngày 24 tháng 9 năm 2020 tại Wayback Machine          |
| 38  | Trường Trung học phổ thông Vũ Thê Lang               | 2005          | 876 A,Châu Phong, phường Dữu Lâu,Việt Trì, Phú Thọ                        | Tư thục           |      |                                                                                                 |
| 39  | Trường phổ thông chất lượng cao Hùng Vương           | 2018          | Khuôn viên trường Đại học Hùng Vương, phường Nông Trang,Việt Trì, Phú Thọ | Tư thục           |      |                                                                                                 |
| 40  | Trường Trung học phổ thông Nguyễn Tất Thành          | 2008          | Tổ 12, Khu 12, phường Gia Cẩm, Việt Trì, Phú Thọ                          | Tư thục           |      | http://nguyentatthanh.edu.vn/                                                                   |
| 41  | Trường Trung học phổ thông chất lượng cao Văn Lang   | 2021          | số 2201 đường Hùng Vương, phường Gia Cẩm,Việt Trì, Phú Thọ                | Tư thục           |      | http://thptchatluongcaovanlang.edu.vn/                                                          |
| 42  | Trường Trung học phổ thông Trần Phú                  | 2012          | Khu 3, Phố Việt Thắng, phường Thanh Miếu, Việt Trì, Phú Thọ               | Tư thục           |      |                                                                                                 |
| 43  | Trường Trung học phổ thông thị xã Phú Thọ            | 1998          | đường Hùng Vương, phường Hùng Vương, thị xã Phú Thọ, Phú Thọ              | Tư thục           |      |                                                                                                 |
| 44  | Trường Trung học phổ thông Trường Thịnh              | 2011          | phố Kim Đồng, phường Hùng Vương, thị xã Phú Thọ, Phú Thọ                  | Tư thục           |      |                                                                                                 |
| 45  | Trường Trung học phổ thông Lâm Thao                  | 2010          | Tỉnh lộ 324,Khu Lâm Thao, thị trấn Lâm Thao, Lâm Thao, Phú Thọ            | Tư thục           |      |                                                                                                 |
| 46  | Trường Trung học phổ thông Nguyễn Huệ                | 2010          | Đường Phù Lỗ, Khu 3, thị trấn Phong Châu, Phù Ninh, Phú Thọ               | Tư thục           |      |                                                                                                 |
| 47  | Trường Trung học phổ thông Tản Đà                    | 2011          | Khu 3, xã Đồng Trung, Thanh Thủy, Phú Thọ                                 | Tư thục           |      |                                                                                                 |
| 48  | Trường Trung học phổ thông Sông Thao                 | 2021          | khu Đồng Hàng, thị trấn Cẩm Khê, Cẩm Khê, Phú Thọ                         | Tư thục           |      |                                                                                                 |
| 49  | Trường Trung học phổ thông Nguyễn Bỉnh Khiêm         | 1983          | Tỉnh lộ 311, khu 3, thị trấn Hạ Hòa, Hạ Hòa, Phú Thọ                      | Tư thục           |      | https://thptnguyenbinhkhiem.phutho.edu.vn/ Lưu trữ ngày 25 tháng 2 năm 2021 tại Wayback Machine |